# オムニ (雑誌)
オムニ（Omni）は、アメリカ合衆国とイギリスで発行されていた科学・SF雑誌である。科学、超心理学の記事や、SFやファンタジーの短編が掲載されていた。1978年10月から1995年まで印刷版として発行された。1986年にCompuServeで最初のオンラインマガジンが発行され、1996年にはオンラインでの発行に移行した。1997年後半、共同創立者のキャシー・キートンの死後、突然発行を中止した。翌年4月に雑誌のウェブサイトの更新も停止した。

## 歴史

### コンセプト
『オムニ』は、キャシー・キートンと、彼女の長年の協力者であり後に夫となるボブ・グッチョーネ（『ペントハウス』誌創刊者）によって創刊された。キートンは、「科学と超常現象のあらゆる領域を探求し、未知の世界の隅々まで掘り下げ、その発見の一部をフィクションに投影する雑誌」の発行を望んでいた。
作家で『グッド・ハウスキーピング』誌の元編集者であるディック・テレシが雑誌の企画書を書いた。当初は「ノヴァ」(Nova)という名前で宣伝をしていたが、PBSの科学番組「ノヴァ」と同名だったため、創刊前に変更された。グッチョーネはこの雑誌を、「科学的事実、フィクション、ファンタジー、超常現象を混ぜ合わせた、物議を醸すことはないにしても独創的な雑誌」と表現した。第1号には有名な物理学者フリーマン・ダイソンの独占インタビューが掲載され、第2号には未来学者で『未来の衝撃』の著者のアルビン・トフラーのインタビューが掲載された。
雑誌の大半は空想家や科学や科学者の意見を元としたゴンゾースタイルの科学ジャーナリズムの記事であった。『オムニ』のインタビューは進化生物学から宇宙のカオス理論までの広範囲に渡り20世紀の科学のもっとも偉大な思索家の言葉を集成している。『オムニ』は不遜にも科学を娯楽として供給した。このような試みは後の雑誌『WIRED』と比較されることがある。

### SF
『オムニ』は創刊当初、オースン・スコット・カードの「無伴奏ソナタ」、ウィリアム・ギブスンの「クローム襲撃」、「ニュー・ローズ・ホテル」「記憶屋ジョニィ」、ジョージ・R・R・マーティンの「サンドキングズ」など、今日ではSFの古典となった作品を多数掲載していた。また、ウィリアム・S・バロウズ、ジョイス・キャロル・オーツ、ジョナサン・キャロル、フリオ・コルタサル、T・C・ボイルなどの主流作家によるオリジナルのSFやファンタジーも掲載されていた。この雑誌は、スティーブン・キングの小説「ファイアスターター」を連載し、短編小説「争いが終るとき」も掲載した。また、H・R・ギーガー、デ・エス・シュワートバーガー、ラレなど、多くの画家の作品も読者の注目を集めた。1980年代初頭には、『オムニ』の人気小説がThe Best of Omni Science Fiction（オムニSF選集）シリーズで復刻され、ロバート・マッコールら宇宙アーティストによるアートが特集された。

### 市場
『オムニ』は、科学誌の新規市場として、教育を受けているが科学を職業としていない読者層の開拓を図った。『サイエンス・ダイジェスト』や『サイエンス・ニュース』は高校教育レベルの読者を購買層にしており、『サイエンティフィック・アメリカン』や『ニュー・サイエンティスト』が専門家向けだったのに対し、『オムニ』はその技術的内容にもかかわらず「趣味の科学者」をターゲットにした最初の雑誌であった。しかし、翌年にはタイム社が『ディスカバー』を、米国科学振興協会(AAAS)が『サイエンス80』を創刊した。1980年代初頭、同種の雑誌が多数競合したことで、広告がそれぞれの雑誌に分散してしまった。『サイエンス・ダイジェスト』や『ディスカバー』のような財源のある雑誌は生き残れたが、そうでない雑誌は淘汰され、『サイエンス80』は『ディスカバー』に吸収合併された。記事の多様性のあった『オムニ』は、この嵐をうまく切り抜けた。
晩期、特に最終年または最終2号はあまりにも UFO や ESP のような疑似科学に偏重しすぎているという批判があった。これは発行部数を増やすための努力であったかもしれないが、裏目に出た。実際には疑似科学に対して疑い深く扱っていたにもかかわらず雑誌の信用を低下させ、休刊へのひと押しとなった。1996年初頭、グッチョーネは、紙代と送料の高騰を理由に、『オムニ』の印刷版の発行の中止を決定した。その時点で発行部数は月70万部以上と報告された。

## 国際版
『オムニ』は少なくとも6つの言語で発行された。
イギリス版の内容は、北米版の内容を忠実に踏襲していたが号数が異なっていた。これは、北米版の外側にイギリス版用の別の表紙を付けて発行したためで、その内側にはイギリス版独自の広告が掲載されていた。
イタリア版はAlberto Peruzzoによって編集され、1981年から1983年まで20回発行されたが、その後グラフィックスタイルと読者層を変えずに『Futura』と改題し、1985年7月までの20号まで続いた。
日本版は1982年5月、科学雑誌創刊ブームのなか旺文社より発行され、北米版と異なる内容が含まれていた。アドバイザーとしてアイザック・アシモフ、小尾信彌、片方善治、手塚治虫が名を連ねた。1988年5月号からは編集長に糸川英夫を迎え新創刊と銘打ったが、1年後の1989年4月号で休刊した。
ドイツ語版は1984年に創刊され、1986年初旬に休刊した。
ロシア語版は1989年9月にソ連科学アカデミーと共同でソビエト連邦で出版された。この版は80%が英語で、ロシア語と英語の両方の広告が掲載されていた。出版者のグッチョーネは、『サイエンス・イン・ロシア』がアメリカで出版されるのと引き換えに、ロシア版『オムニ』を2万部、ソ連のニューススタンドやアエロフロートの機内に設置するよう手配した。『オムニ』は、1989年8月から『サイエンス・イン・ロシア』の定期購読の広告を掲載した。この契約は1年間の予定だったが、ソビエト連邦で起きたグラスノスチにより実現したものである。

## オンライン版
『オムニ』は1986年の夏、CompuServeのサービスの一部としてオンラインでの雑誌の発刊を初めて実施した。1993年9月5日、オンライン版オムニはAmerica Online(AOL)のサービスの一部となった。AOLの発表は、サンフランシスコで開催された第51回世界SF大会で行われた。AOLの利用者は、印刷版オムニのアーカイブのほか、フォーラム、チャットグループ、新しい小説にアクセスすることができた。
印刷版の発行が終了した後、1996年9月15日にオムニのインターネット・Webマガジンが創刊された。科学の辺境領域に集中するプレッシャーから解放された『オムニ』は、ゴンゾ科学家の本拠地としてのルーツに戻り、サイバースペースに特化したジャーナリズムを提供する最初の大規模な場の一つとなった。また、世界のトップレベルのSF作家も参加し、『オムニ』の読者のために共同で小説を書き、オンラインでライブ配信を行った。
1997年9月、キートンが腸閉塞の手術からの合併症で死亡すると、オンライン版『オムニ』のスタッフは解雇され、1998年4月以降、ウェブサイトの更新が停止した。2003年、ジェネラル・メディア社はサイトを閉鎖し、『オムニ』のアーカイブを削除した。

## テレビ番組
1981年9月から短期間、ピーター・ユスティノフが司会を務める、『オムニ』の内容に基づいた番組Omni: The New Frontierがアメリカで放送された。この番組のフランス語吹き替え版が、1994年にカナダの公共テレビネットワーク・ラジオ・ケベックで放送された。1985年には、1981年のテレビシリーズの一部が、キア・デュリアが司会を務める番組Omni: Visions of the Futureとして再編集された。

## 編集スタッフ
同誌は当初、フランク・ケンディグが編集長を担当していたが、創刊から数か月後に退社した。フィクション編集長として雇われたベン・ボーヴァが編集長に昇進し、1981年まで務めた。ケンディグとボーヴァの後、『オムニ』の編集長には、リチャード・テレシ、ガーニー・ウィリアムIII世、パトリス・アドクロフト、キース・フェレル、パメラ・ウィンストローブがいた。キャサリン・ステインは、1998年までの間、20世紀のトップ科学者へのインタビューを担当していた。エレン・ダトロウは、ロバート・シェクリイの下で1年半にわたり『オムニ』のフィクション副編集長を務め、1981年にフィクション編集長に就任し、1998年に雑誌が休刊になるまで担当した。

## 所有権
2013年、グレン・フライシュマンは、『オムニ』の知的財産を現在誰が所有しているのかを調査した。その結果、『オムニ』に掲載された小説の権利は原著者に戻っており、「おそらく現在の表向きの所有者でさえも」残りのコンテンツの権利を誰が所有しているのかを知らない可能性があると結論づけた。

### オムニ・リブート
2013年8月、「オムニ・リブート」と題された「新しいオンラインプロジェクト」を立ち上げる計画が『ザ・ヴァージ』によって報じられた。このプロジェクトは、プロデューサーのリック・シュワルツと実業家でコレクターのジェレミー・フロマーの主導で行われると発表された。フロマーは、2012年11月に「気まぐれで」購入した倉庫のロッカーの中から、ボブ・グッチョーネが残した膨大な量の資料を発見した。再発見された資料には、「脂ぎった鉛筆で書かれた表紙の下書き、何千枚もの35mmスライド、大判のクローム、ホチキスで留められた書類に束ねられた雑誌、制作資料、そして膨大な量の写真やアートワーク」が含まれているという。

### ペントハウスによる再創刊
『ペントハウス』の発行元のペントハウス・グローバル・メディアは2017年に『オムニ』を買収し、2017年10月24日に再創刊する計画を発表した。再創刊号は2017年冬号として発行され、以降、季刊誌として発行された。編集長にパメラ・ウィンストローブ、フィクション編集長にエレン・ダトロウが就任し、他に、ロバート・キルヘファーとコリー・S・パウエルがエグゼクティブ・エディターとして、マット・ウェストファレンがクリエイティブ・ディレクターとして参加している。

## 大衆文化において
- 1986年の映画「ザ・フライ」では、ベロニカが話した転送の話をステイシスが『オムニ』に自分の名前で発表するといって脅した。劇中に登場する『Particle』誌も『オムニ』に非常に類似している。
- 1989年の映画 「セイ・エニシング」("Say Anything")ではダイアン・コートが机の隣のベッドに『オムニ』を置いている。
- 「ゴーストバスターズ」では、架空の「1984年10月号」の表紙が登場する。
- 「2010年」では未来の号が浜辺にいるロイ・シャイダーの前に登場する。
- バンド "Clutch"が2005年に出したアルバム "Robot Hive/Exodus" に収録されている "Mice and Gods" という曲では、歌詞の一番初めで『オムニ』に言及している。